# プロレスリング・エルドラド
プロレスリングElDorado（プロレスリング・エルドラド）は、かつて存在した日本のプロレス団体。運営はソウル・コネクション。

## 歴史
2006年2月23日、Dragondoorを引き継ぐ形で設立。組織を改組した理由については設立当初、スポンサーのlivedoorが引き起こした「livedoorショック」を嫌い関係を斬ると噂されていた。記者会見では、これを否定してDragondoor旗揚げ時の目標達成（近藤修司対石森太二戦の実施、闘龍門2000プロジェクトの復活、ウルティモ・ドラゴンからの卒業）により、新たな目標に向けて動き出す上での再出発であると説明して引き続きlivedoorが関わり、ロゴマークのデザインもlivedoorのデザイナーである石川秀一が担当。ロゴマークは特定の色を持たず、その時々でカラーリングが変わることがあると説明している。4月27日、新宿FACEでプレ旗揚げ戦「BREAK THE DOOR OPEN」を開催。7月16日、後楽園ホールで旗揚げ戦「CREATION OF ElDorado」を開催。
2007年1月24日、新宿FACEでリングソウルの代表である藤永幸司が記者会見を行ってプロダクション「ソウル・コネクション」を設立してElDoradoを運営していくことを発表。2月22日、エル・ブレイザーが退団。11月、代表の川畑憲昭が本業の有限会社闘龍門に本腰を入れるため代表を退職（退職後も協力している）。藤永が代表に就任。12月29日、後楽園ホールで全試合終了後に不甲斐ない試合をする所属選手に活を入れるべく、TARUが「頑張っているのは他団体の選手ばっかりやないか。俺が、この団体をプロデュースしたる」と宣言してゼネラルマネージャーに就任。
2008年12月15日、新宿FACE大会「FINAL Basta」を最後に解散。ソウル・コネクションは今後も選手のマネジメントを行っていく。
2009年11月5日、ソウル・コネクションが解散。

## 最終所属選手
- 清水基嗣
- KAGETORA（旧：景虎、現：Kagetora）
- 卍丸
- Ken45゜（旧：パイナップル華井）
- 沖本摩幸（旧：JKO、ジャンピングキッド沖本、現：ラッセ）
- ヘラクレス千賀（旧：バナナ千賀、ヘラクレスオオ千賀、現：バナナ千賀）
- ツトム・オースギ（旧：ミラニートコレクションa.t.）
- ベアー福田（旧：マンゴー福田）
- 大柳錦也（旧：ビリー大柳）
- バラモン・シュウ（旧：佐藤秀）
- バラモン・ケイ（旧：佐藤恵）
- スパーク青木（旧：青木洋介）
- CHANGO（旧：ギジェルモ"チャンゴ"秋葉）
- 豪（旧：佐藤豪志）
- 稲葉雅人（現：GOSAMARU）
- 山田真弘（現：ヤマダマンポンド）

## スタッフ

### リングアナウンサー
- 小川内潤

### ゼネラルマネージャー
- TARU（フリー）

## 歴代所属選手
- 石森太二
- エル・ブレイザー（現：SUGI）
- 谷嵜なおき
- 近藤修司
- "brother"YASSHI
- 菅原拓也
- 大鷲透
- 高木"ジェット"省吾（旧：高木省吾、現：高木省吾）
- 中島洋平